# HD83920
HD83920 — хімічно пекулярна зоря спектрального класу A3, що має видиму зоряну величину в смузі V приблизно  8,7.
Вона  розташована на відстані близько 1259,3 світлових років від Сонця.